# Cratere Ellyay
Ellyay è un cratere sulla superficie di Rea.